# Luverne (Dakota Północna)
Luverne – miasto w Stanach Zjednoczonych, w stanie Dakota Północna, w hrabstwie Steele.